# Associazione Sportiva Fanfulla 1921-1922
Questa pagina raccoglie le informazioni riguardanti l'Associazione Sportiva Fanfulla nelle competizioni ufficiali della stagione 1921-1922.

## Stagione
Nella stagione 1921-1922 il Fanfulla con 21 punti in classifica vince il proprio girone davanti alla Minerva di Milano (21 punti), al Codogno (16), Como (10), Ardita-Ausonia (10) e Pro Lissone (6). Trionfa anche nel girone di finale con 11 punti davanti alle Officine Meccaniche Miani e Silvestri (7 punti), al Nazionale Lombardia (4) e alla Canottieri Lecco (2).
La riappacificazione delle due federazioni e il Compromesso Colombo rovinano la festa dei lodigiani che già assaporavano la promozione nella massima serie dell'epoca. Ci si deve accontentare dell'ammissione alla nuova Seconda Divisione Nord.
Miglior marcatore fanfullino della stagione il giovane "Schin", al secolo Mario Bergamaschi, autore di 15 reti, davanti a Vittorio Mascaretti detto "Totu" (10) e a Mario Orlandi detto "Calca" (9).

## Rosa
| N. |                   | Ruolo | Calciatore                         |
| -- | ----------------- | ----- | ---------------------------------- |
|    | Italia (bandiera) | P     | Antonio Grecchi                    |
|    | Italia (bandiera) | P     | Luigi Vitali                       |
|    | Italia (bandiera) | D     | Luigi Antonio Bergamaschi (I)(Dea) |
|    | Italia (bandiera) | D     | Luigi Mascaretti (I)(Badila)       |
|    | Italia (bandiera) | D     | Cesare Omboni                      |
|    | Italia (bandiera) | D     | Battista Rovida (I)                |
|    | Italia (bandiera) | D     | Pietro Sabbia                      |
|    | Italia (bandiera) | D     | Lucio Zanoncelli                   |
|    | Italia (bandiera) | C     | Giuseppe Antonietti                |

| N. |                   | Ruolo | Calciatore                     |
| -- | ----------------- | ----- | ------------------------------ |
|    | Italia (bandiera) | C     | Arturo Cella                   |
|    | Italia (bandiera) | C     | Carlo Sagrada                  |
|    | Italia (bandiera) | A     | Mario Bergamaschi (II)(Schin)  |
|    | Italia (bandiera) | A     | Giuseppe Canevara (II)         |
|    | Italia (bandiera) | A     | Vittorio Mascaretti (II)(Totu) |
|    | Italia (bandiera) | A     | Mario Orlandi (Calca)          |
|    | Italia (bandiera) | A     | Silvio Salvatico               |
|    | Italia (bandiera) | A     | Antonio Zamproni (I)           |
|    | Italia (bandiera) | A     | Luigi Zamproni (II)            |

## Statistiche dei giocatori

### Statistiche
| Giocatore        | Prima Categoria | Prima Categoria |
| Giocatore        | Presenze        | Reti            |
| ---------------- | --------------- | --------------- |
| G. Antonietti    | ?               | ?               |
| L.A. Bergamaschi | ?               | 1               |
| M. Bergamaschi   | ?               | 15              |
| G. Canevara      | ?               | ?               |
| A. Cella         | ?               | ?               |
| A. Grecchi       | ?               | ?               |
| L. Mascaretti    | ?               | ?               |
| V. Mascaretti    | ?               | 10              |
| C. Omboni        | ?               | ?               |
| M. Orlandi       | ?               | 9               |
| B. Rovida        | ?               | 1               |
| P. Sabbia        | ?               | ?               |
| C. Sagrada       | ?               | ?               |
| S. Salvatico     | ?               | 1               |
| L. Vitali        | ?               | ?               |
| A. Zamproni      | ?               | 4               |
| L. Luigi         | ?               | ?               |
| L. Zanoncelli    | ?               | ?               |